# Mahmut Demir
Mahmut Demir (Amasya, Turquía, 21 de enero de 1970) es un deportista turco retirado especialista en lucha libre olímpica donde llegó a ser campeón olímpico en Atlanta 1996.

## Carrera deportiva
En los Juegos Olímpicos de 1996 celebrados en Atlanta ganó la medalla de oro en lucha libre olímpica de pesos de hasta 130 kg, por delante del luchador bielorruso Aleksey Medvedev (plata) y del estadounidense Bruce Baumgartner (bronce).